# Banque cantonale neuchâteloise
Pour les articles homonymes, voir BCN.
La Banque cantonale neuchâteloise (BCN) est la banque cantonale du canton de Neuchâtel, en Suisse. En tant que banque universelle, elle pratique les activités de banque de détail, de banque privée, de gestion d'actifs.

## Histoire
Le Grand Conseil du canton de Neuchâtel a voté le 14 avril 1882 une loi instituant la Banque cantonale neuchâteloise. La première agence de la Banque ouvre le 2 janvier 1883 à Neuchâtel, suivi d'une seconde à La Chaux-de-Fonds la même année. Un service d'épargne est créé en 1894. À partir du début du XXe siècle, la Banque nationale suisse obtient le monopole de l'émission de billets de banque, privant la BCN d'une partie de ses capitaux. Cela conduit le Grand Conseil à voter une nouvelle loi en 1907 qui augmente le capital de la banque et la part de l'État dans ce capital. 
Au cours des années 1920, la BCN voit son capital à nouveau augmenté, tandis qu'elle absorbe la Caisse d'épargne de Neuchâtel. Pendant les années de crise des années 1920 et 1930, la BCN soutient l'industrie horlogère neuchâteloise de manière déterminante. Au début des années 1930, la banque, qui subit les conséquences de la crise économique, doit être assainie à deux reprises. 
Après la Seconde Guerre mondiale, la BCN connaît une longue période de prospérité. En 1975, le bilan de la banque dépasse le milliard de francs pour la première fois. L'adoption, en 1980, d'une nouvelle loi par le Grand Conseil permet une nouvelle augmentation du capital de dotation.
En 1983, la Banque cantonale neuchâteloise créée, à l'occasion de son centième anniversaire, une Fondation culturelle ayant pour but de soutenir la culture dans le canton de Neuchâtel et dotée d'un capital de deux millions de francs. En 2003, la BCN annonce la fermeture de six de ses vingt agences pour des raisons financières, mais également de sécurité et de fréquentation de ces établissements. En 2011, le conseil d'administration de la Banque cantonale neuchâteloise est présidée pour la première fois par une femme, en l'occurrence Manuela Surdez.
À partir de 2014, la Banque cantonale neuchâteloise fait figure de pionnière en Suisse en étant l'une des premières institutions du pays à accepter comme clients des entreprises actives dans le secteur de la blockchain et des cryptomonnaies, une position résultant de la stratégie de promotion économique du canton visant à soutenir cette industrie. Toutefois, la BCN fait volte-face début 2024 en décidant de ne plus accepter d'héberger d'activité de négoce de cryptomonnaies en son sein, un revirement qui interpelle jusqu'au Grand Conseil du canton de Neuchâtel.

## Organisation
La BCN est un établissement autonome de droit public, dont le capital de CHF 100 millions est entièrement détenu par le canton. Comme le précise la loi, la BCN exerce son activité en toute indépendance  de l’État. Elle est dotée de sa propre personnalité juridique. Son siège est à Neuchâtel. Elle est membre d'un réseau de 24 banques cantonales nommé Union des banques cantonales suisses (UBCS).
Au 31 janvier 2021, la Banque cantonale neuchâteloise dispose de douze agences réparties sur le territoire du canton (Cernier, Colombier, Couvet, Fleurier, La Chaux-de-Fonds, Le Landeron, Le Locle, Les Brenets, Marin-Epagnier, Neuchâtel, Peseux, Saint-Aubin-Sauges).
La BCN a notamment obtenu le label Fair-ON-Pay qui atteste du respect de la réglementation fédérale en matière d’équité salariale entre les femmes et les hommes.